# La Cage (film 2002)
La cage è un film del 2002 diretto da Alain Raoust.